# Stazione di Reggio di Calabria Bocale
Stazione di Reggio di Calabria Bocale vasútállomás Olaszországban, Calabria régióban, Reggio Calabria településen.

## Vasútvonalak
Az állomást az alábbi vasútvonalak érintik:
- Jonica-vasútvonal

## Kapcsolódó állomások
A vasútállomáshoz az alábbi állomások vannak a legközelebb:
- Stazione di Motta San Giovanni-Lazzaro
- Stazione di Reggio di Calabria Pellaro